# Бабенко, Антон Александрович
Анто́н Алекса́ндрович Бабе́нко (укр. Антон Олександрович Бабенко; 1904, Новолутковка, Херсонская губерния — 1974, Харьков) — украинский советский партийный деятель, 2-й секретарь Харьковского обкома КП(б)У. Депутат Верховного Совета УССР 1-го созыва.

## Биография
Родился в бедной крестьянской семье. В 1918 году окончил двухклассное училище. В мае 1919 — июне 1920 гг. — крестьянствовал в хозяйстве родителей в селе Новолутковка.
В июне 1920 — сентябре 1922 гг. — курсант подготовительных педагогических курсов. В сентябре 1922 — сентябре 1925 гг. — слушатель трехлетних высших педагогических курсов. Член комсомола с 1923 года.
В сентябре 1925 — сентябре 1928 гг. — преподаватель трудовой школы в селе Добровеличковке. Член ВКП (б) с августа 1927 года.
В сентябре 1928 — сентябре 1930 гг. — заведующий трудовой школы. В сентябре 1930 — сентябре 1931 гг. — директор Добровеличковской образцовой районной школы.
В сентябре 1931 — ноябре 1932 гг. — студент Всеукраинского коммунистического института. Окончил только первый курс.
В ноябре 1932 — январе 1933 г. — пропагандист группы отдела культурно-просветительской работы ЦК КП(б)У в г. Лохвица. В декабре 1933 — ноябре 1935 гг. — заведующий парткабинетом и заведующий отделом культурно-просветительской работы Великобагачанского районного комитета КП (б) Украины Полтавской области.
В ноябре 1935 — октябре 1936 гг. — 2-й секретарь Великобагачанского районного комитета КП (б) Украины.
В октябре 1936 — марте 1937 гг. — слушатель курсов марксизма-ленинизма при ЦК КП (б) Украины в Киеве.
В марте — сентябре 1937 гг. — 2-й секретарь Миропольского районного комитета КП (б) Украины Харьковской области. В сентябре 1937 — марте 1938 гг. — 1-й секретарь Балаклейского районного комитета КП (б) Украины Харьковской области.
В марте — ноябре 1938 гг. — 3-й секретарь Харьковского областного комитета КП (б) Украины.
В ноябре 1938 — мае 1940 гг. — 2-й секретарь Харьковского областного комитета КП (б) Украины.
В марте 1939 года избирался делегатом XVIII съезда ВКП(б) от Харьковской области с решающим голосом.
В мае 1940 — октябре 1941 гг. — директор Харьковского библиотечного института. В ноябре 1941 — марте 1942 гг. — военный руководитель средней школы № 1 города Актюбинска Казахской ССР. В марте — июле 1942 гг. — слушатель Курсов усовершенствования высшего политического состава в городе Стерлитамаке Башкирской АССР.
Участник Великой Отечественной войны с 1942 года. В июле 1942 — октябре 1944 гг. — заместитель начальника политического отдела 243-й Никопольского стрелковой дивизии. Сражался на Калининском, Западном, Юго-Западном, Южном, 2-м, 3-м и 4-м Украинских фронтах.
После ранения в октябре 1944 — мае 1945 гг. — на излечении в эвакуационном госпитале РККА. В мае 1945 — сентябре 1946 гг. — заместитель начальника политического отдела авиационного училища связи Харьковского военного округа.
В сентябре 1946 — августе 1951 — начальник Харьковского областного управления кинофикации.
В августе 1951 — августе 1952 — директор Харьковского Дома учителя. С сентября 1952 — начальник отдела кадров Харьковского станкостроительного завода имени Молотова.

## Награды
- орден Отечественной войны ІІ степени (16.05.1943)
- орден Отечественной войны І степени (6.06.1944)
- орден Красной Звезды (8.05.1944)
- ордена и медали СССР